# Himascelis similis
Himascelis similis is een keversoort uit de familie harige schimmelkevers (Cryptophagidae). De wetenschappelijke naam van de soort werd in 1996 gepubliceerd door Nikolay Borisovich Nikitskiy.